# بيرة بافاريا خالية من الكحول

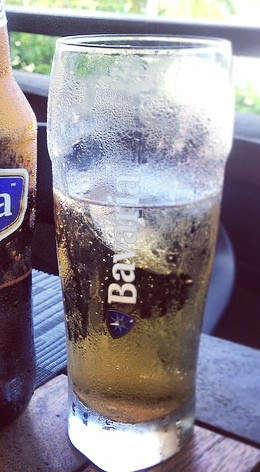
بيرة بافاريا خالية من الكحول

بيرة بافاريا خالية من الكحول هي جعة خالية من الكحول (نسبة كحول 0.0٪) يتم تخميرها من قبل مخمرة بيرة بافاريا . مثلها مثل العديد من أنواع البيرة غير الكحولية ، لوحظ إزدياد فائق السرعة بمبيعات هذه البيرة مؤخرًا ، على سبيل المثال أبلغت ويتروز عن زيادة بنسبة 11 ٪ على مدار السنة في عام 2011. لاقت هذه البيرة إحتفاء وإعجاب النقاد؛ وإنتقاداتهم، على حد سواء.